# Józefin (gmina Kamień)
Józefin – wieś w Polsce położona w województwie lubelskim, w powiecie chełmskim, w gminie Kamień.
W latach 1975–1998 miejscowość należała administracyjnie do województwa chełmskiego. 
W latach 1973–83 w gminie Chełm.
Wieś jest sołectwem w gminie Kamień. Według Narodowego Spisu Powszechnego (III 2011 r.) liczyła 132 mieszkańców i była jedenastą co do wielkości miejscowością gminy.